# Гоа-Велья
Гоа-Велья (порт. Goa Velha) — невеличке місто в індійському штаті Гоа. Група пам'ятників в околицях міста з 1986 року входять до списку Світової спадщини ЮНЕСКО.
| Індія | Це незавершена стаття з географії Індії. Ви можете допомогти проєкту, виправивши або дописавши її. |